# Sadlno (Ząbkowice Śląskie)
Sadlno (niem. Zadel) – część miasta Ząbkowice Śląskie w Polsce, w województwie dolnośląskim, w powiecie ząbkowickim, w gminie Ząbkowice Śląskie, do 1973 roku oddzielna wieś.
Położona wzdłuż drogi od centrum w stronę Nysy, gęsto zabudowana ulicówka.

## Historia
Sadlno po raz pierwszy w dokumentach wzmiankowane było w latach 1235–1236. Zdaniem historyków Heneliusa i Heynego wieś powstała jednak wcześniej, gdyż podają oni, iż kościół pw. św. Jadwigi został zbudowany już około 1200 roku. Według żyjącego w XVII wieku Marcina Koblitza (kronikarza z Ząbkowic Śląskich) podczas rozbiórki starego kościoła pw. św. Jadwigi, w miejsce którego później wybudowano nowy obiekt o tej samej patronce, odkryto deskę, na której miał być wycięty napis informujący o tym, iż fundatorką oryginalnego kościoła była sama Jadwiga Śląska. Ponadto w średniowieczu przez wieś prawdopodobnie przebiegał szlak handlowy z Wrocławia do Pragi.
Do połowy XIV wieku mieszkańcy Ząbkowic Śląskich korzystali z kościoła pw. św. Jadwigi w Sadlnie, gdyż w mieście do tego czasu nie istniał żaden kościół, a do 1399 roku, gdy w Ząbkowicach Śląskich założono parafię pw. św. Anny, należeli oni do mającej swoją siedzibę w Sadlnie parafii pw. św. Jadwigi. 
24 kwietnia 1858 roku Sadlno ucierpiało w wyniku Wielkiego Pożaru, jaki zniszczył znaczną część Ząbkowic Śląskich. W jego wyniku we wsi zginęły 3 osoby, spalone zostały 62 budynki, a zniszczeniom, które uniemożliwiły dalsze korzystanie z nich uległo kolejnych kilkadziesiąt budynków.
W 1883 roku we wsi zbudowano cukrownię, w której produkowano cukier żółty. Po zakończeniu II wojny światowej była ona pierwszym tak dużym zakładem uruchomionym ponownie w pobliżu Ząbkowic Śląskich – pracę wznowiła bowiem 1 października 1945 roku, a początkowo jej pracownikami byli głównie Niemcy, którym pomagała grupa Polaków przesiedlonych z Kresów Wschodnich.
W latach 1945–54 siedziba gminy Sadlno. 1 stycznia 1973 roku obszar wsi Sadlno został włączony do Ząbkowic Śląskich.

## Zabytki
Do wojewódzkiego rejestru zabytków wpisany jest:
- kościół par. pw. św. Jadwigi.